# Hans Gerzlich

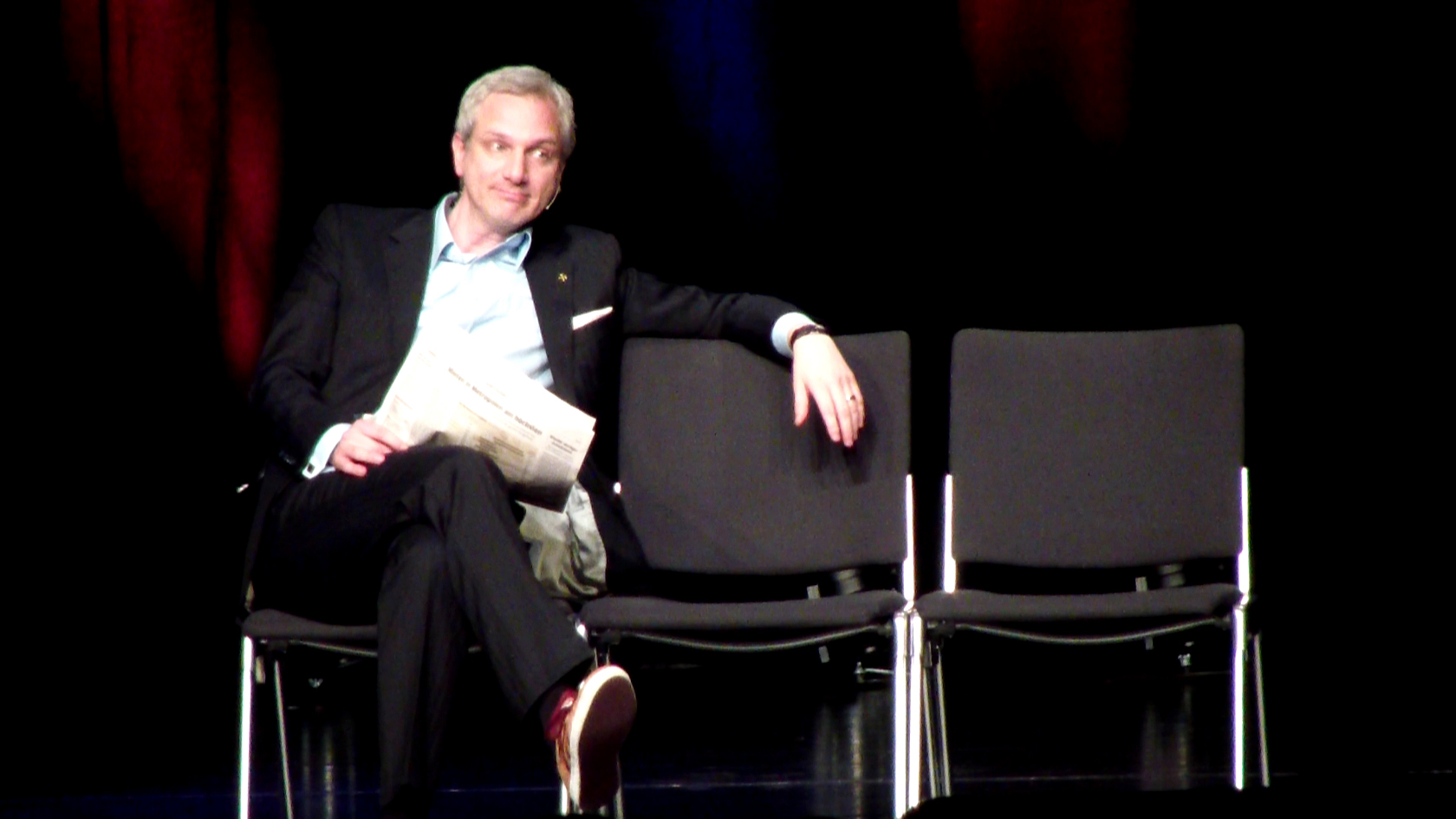
Hans Gerzlich bei einem Auftritt im September 2013

Hans Gerzlich (* 21. Januar 1967 in Gelsenkirchen) ist deutscher Kabarettist und Comedian.

## Biographie
Nach dem Abitur absolvierte Gerzlich eine Ausbildung zum Groß- und Außenhandelskaufmann (1986–88). Danach war er zwei Jahre als Sachbearbeiter tätig. Im Anschluss daran studierte er an der Ruhr-Universität Bochum Wirtschaftswissenschaft. 1998 nahm er eine Stellung als Referent für Marketing-Controlling an, die er nach zwei Jahren kündigte, um ins Kabarettfach zu wechseln. Seit dem Programm Bürogeflüster! verarbeitet Gerzlich dort schwerpunktmäßig Erfahrungen und Erkenntnisse aus seinem früheren Berufsleben. 2025, als Endfünfziger, wandte er sich inhaltlich einem neuen, sehr persönlichen, Thema zu, dem Älterwerden. Gerzlich ist aufgewachsen und lebt in Gelsenkirchen.

## Bücher
- 2009: Wir danken für Ihr Verständnis – Das Bahn-Comedybuch (Co-Autor)
- 2010: GELD FÜR ALLE! Wechseljahre einer Weltwirtschaft
- 2014: Ich krieg die Krise (Co-Autor)
- 2024: 50 SHADES OF BEIGE
- 2024: So kann ich nicht arbeiten!

## Programme
- 2000: Hart aber Gerzlich!
- 2002: Im Hammer liegt die Kraft!
- 2004: Bürogeflüster!
- 2008: Geld für alle!
- 2010: Mehr Bretto vom Nutto!
- 2012: Bodenhaltung – Käfighaltung – Buchhaltung
- 2014: So kann ich nicht arbeiten!
- 2017: Und wie war dein Tag, Schatz?
- 2021: Das bisschen Haushalt ist doch kein Problem – dachte ich
- 2025: Ich hatte mich jünger in Erinnerung

## Diskographie
- 2006: Bürogeflüster! (CD, WortArt, ISBN 3-7857-3081-0)
- 2008: Geld für alle! (CD, WortArt, ISBN 978-3-941082-04-5)

## Fernsehen (Auszug)
- „Ottis Schlachthof“, BR
- „Quatsch Comedy Club“, Pro7
- „Stuttgarter Besen“, SWR
- „Nightwash“, WDR + Comedy Central
- „Des Wahnsinns kesse Leute“, RBB
- „Fun(k)haus“, WDR
- „100 Jahre Kabarett“, SFB
- „Extraschicht“, WDR
- "Die 3G-Show", WDR
- „SWR3 latenight“, SWR
- „Beltz open“, SWR
- Hessischer Kleinkunstpreis, HR
- „Schlachthof“, BR
- "Freunde der Mäulesmühle", SWR
- "Der hr Comedy Marathon", HR
- "Comedy vom Rhein", SWR

## Kleinkunstpreise
- 2012: Münsterländer Kabarettpreis „Der Kiep“  (Jurypreis)
- 2013: Schwäbischer Kabarettpreis
- 2014: Paulaner Solo+  (Jury- und Publikumspreis)
- 2015: Bottroper FrechDAX
- 2017: Gelsenkirchener Kabarettpreis „Westfälisches Blindhuhn“ (Ehrenpreis)